# Baltische Beker 2016
De Baltische Beker 2016 was de 26ste editie van de Baltische Beker. Het toernooi werd gehouden van 29 mei tot en met 4 juni 2016. Het thuisland organiseerde steeds de wedstrijd. Letland was de titelverdediger en prolongeerde de titel. Litouwen en Estland deden ook mee aan het toernooi.

## Overzicht
| Nr. | Land     | GW | Win | Gel | Ver | DV | DT | +/- | Pnt |
| --- | -------- | -- | --- | --- | --- | -- | -- | --- | --- |
| 1.  | Letland  | 2  | 1   | 1   | 0   | 2  | 1  | +1  | 4   |
| 2.  | Litouwen | 2  | 1   | 0   | 1   | 3  | 2  | +1  | 3   |
| 3.  | Estland  | 2  | 0   | 1   | 1   | 0  | 2  | -2  | 1   |

## Wedstrijden
|                   |                                        |       |         | |
| 29 mei 2016 15:00 | Litouwen                               | 2 – 0 | Estland | Klaipėdos M. Centrinisstadion, Klaipėda Toeschouwers: 3.700 Scheidsrechter: Aleksandrs Anufrijevs (LAT) |
| 29 mei 2016 15:00 | Nerijus Valskis 30' Fiodor Černych 45' |       |         | Klaipėdos M. Centrinisstadion, Klaipėda Toeschouwers: 3.700 Scheidsrechter: Aleksandrs Anufrijevs (LAT) |

|                   |                                        |       |                    |                                                                                  |
| 1 juni 2016 18:00 | Letland                                | 2 – 1 | Litouwen           | Daugavastadion, Liepāja Toeschouwers: 2.305 Scheidsrechter: Roomer Tarajev (EST) |
| 1 juni 2016 18:00 | Artūrs Zjuzins 50' Artjoms Rudņevs 71' |       | 84' Fiodor Černych | Daugavastadion, Liepāja Toeschouwers: 2.305 Scheidsrechter: Roomer Tarajev (EST) |

|                   |         |       |         |                                                                                      |
| 4 juni 2016 18:00 | Estland | 0 – 0 | Letland | A. Le Coq Arena, Tallinn Toeschouwers: 1.982 Scheidsrechter: Gediminas Mažeika (LTU) |
| 4 juni 2016 18:00 |         |       |         | A. Le Coq Arena, Tallinn Toeschouwers: 1.982 Scheidsrechter: Gediminas Mažeika (LTU) |

| Kampioen 2016      |
| ------------------ |
| Letland 13de titel |